# Pinnacle Peak (Yukon)
Der Pinnacle Peak ist ein 3714 m hoher Berg in der Eliaskette im kanadischen Yukon-Territorium.
Der Pinnacle Peak befindet sich im Kluane-Nationalpark 13 km nordnordöstlich des Mount Alverstone (4420 m), der den Dominanzbezug darstellt. Zwischen den beiden Bergen befindet sich das obere Ende des Dusty-Gletscher, der nach Osten und später nach Norden strömt und über den Dusty River entwässert wird. An der Nordflanke des Pinnacle Peak befindet sich das obere Ende des South Arm, ein östlicher Nebengletscher des Kaskawulsh-Gletscher. 13,2 km südlich des Pinnacle Peak erhebt sich der 4250 m hohe Mount Kennedy.

## Besteigungsgeschichte
Der Pinnacle Peak wurde 1965 durch Alvin Randall, Ome Daiber, Ed Boulton, Dave McBrayer, Bob Booher und Arnie Bloomer über den Westgrat erstbestiegen. 1974 bestiegen Harry Bowron, Hugh Ewing, Kirk Keogh und Bruce Carson den Gipfel mehrmals über verschiedene Routen: Ost-, West- und Nordgrat. Die darauffolgende Besteigung fand 1990 durch eine kanadische Gruppe statt.